# Petrus Nicolartius
Petrus Nicolartius (* 1587 in Tongern in Belgien; † im 17. Jahrhundert in Bonn) war ein deutscher römisch-katholischer Theologe, Generalvikar im Bistum Münster, Weihbischof in Hildesheim und Rektor der Universität zu Köln.

## Leben
Petrus Nicolartius erhielt mutmaßlich eine Erziehung durch Jesuiten und absolvierte ein Theologiestudium an der Artistenfakultät Köln, wo er 1609 den Titel magister artium erlangte. 1617 wurde ihm der Titel professor artium et licentiatus theologiae verliehen.
Die Freckenhorster Äbtissin Agnes von Limburg-Stirum gab ihm 1619 die dortige Dechanei mit anhängendem Pastorat, auf die er am 9. Juli 1622 wegen der damit verbundenen Residenzpflicht verzichtete.
Der Kölner Kurfürst Ferdinand von Bayern, zugleich Fürstbischof in Münster, forderte ihn am 5. Juni 1621 auf, das Siegelamt und das Generalvikariat zu übernehmen, auf das zuvor Johannes Hartmann verzichtet hatte. Am 29. Juli 1621 wurde Nicolartius zum Generalvikar und am 11. August 1621 zum Siegler ernannt. Diese beiden Ämter hatte er bereits 1619 kommissarisch übernommen, nachdem Hartmann aus gesundheitlichen Gründen seine Ämter niedergelegt hatte und sich die endgültige Entscheidung über die Nachfolge hinauszögerte.
Er war eifriger Verfechter der Rekatholisierung der an den Protestantismus verlorenen Teile des Bistums Münster. Ebenso beteiligte er sich an der Rekatholisierung der Teile des Emslandes, die zum Hochstift Münster, aber kirchlich zur Diözese Osnabrück gehörten.
Nicolartius ging energisch gegen Konkubinier vor, was ihn zunehmend in Gegensatz zum Domkapitel brachte. Überdrüssig der ständigen Spannungen, die Domdechant Bernhard von Mallinckrodt auch auf ihn ausübte, ernannte Kurfürst Ferdinand Generalvikar Nicolartius 1631 zum Weihbischof in Hildesheim. Wegen der Kriegswirren blieb er noch bis 1634 in Münster.
Später zog er sich auf sein Kanonikat in St. Cassius Bonn zurück, wo er 1654 auf sein Amt verzichtete.
Fürstbischof Christoph Bernhard von Galen setzte sich nach seinem Amtsantritt 1651 mit Nicolartius in Verbindung, um nähere Kenntnis von der Tätigkeit des ehemaligen Senatus ecclesiasticus zu erlangen. Er schlug von Galen vor, ein consilium ecclesiasticum einzurichten, das sich der Ausrottung aller Häresien und der Besserung der Sitten im klerikalen und bürgerlichen Bereich widmen sollte.
1650/1651 war Nicolartius Rektor der Universität Köln.